# Noma (cheval)
Le Noma (野間馬) est une race de poneys japonaise originaire d'Imabari, dans la préfecture d'Ehime.

## Histoire
Il descend vraisemblablement du cheval mongol, et remonte au XVIIe siècle.
En 1978, il ne reste plus que six chevaux de cette race. Le cheptel remonte à 27 en 1988. En 2008, leur nombre est remonté à 84. Le Noma est alors considéré comme sauvé de l'extinction.

## Description

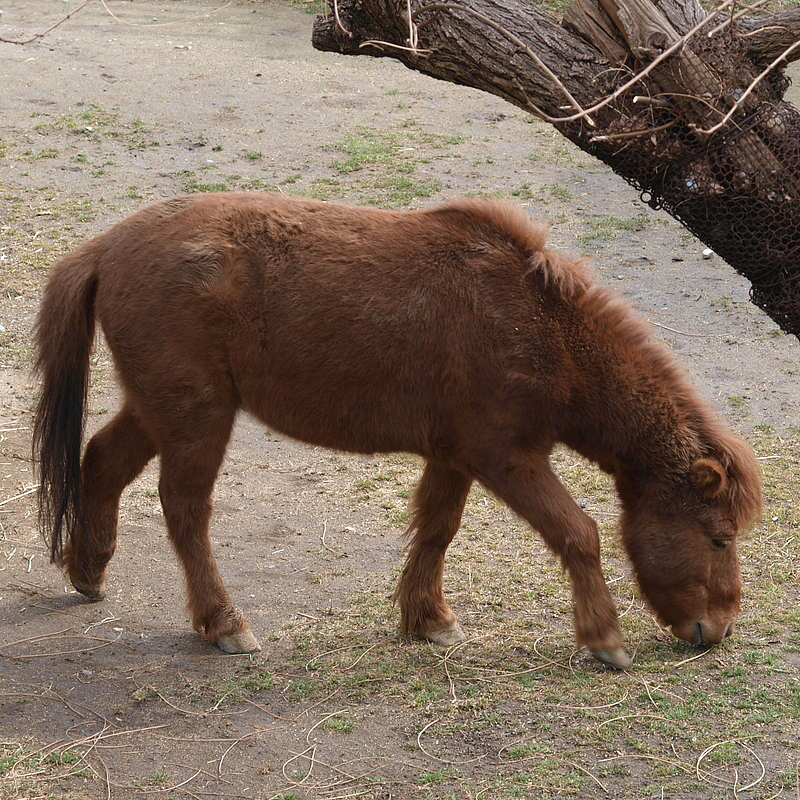
Noma au Zoo de Tennoji.

Le Noma est la plus petite des races de chevaux indigènes japonaises,. Il mesure 1,04  à   1,10 m selon CAB International. La base de données DAD-IS cite 1,10 m pour les mâles et 1,12 m pour les femelles. Le Guide Delachaux lui attribue une taille moyenne de 1,10  à   1,20 m. Il ressemble un peu au Shetland, en moins massif.
La tête est grande, et surmontée de petites oreilles. Les membres sont fins, avec des sabots très petits. Crinière et queue sont particulièrement abondantes. L'hiver, il est fréquent qu'une barbe pousse.
La robe peut être sous toute nuance de bai, alezane, noire ou grise, et parfois avec une nuance beige avec décoloration plus claire ou une nuance plus foncée autour des yeux.
Le tempérament est très calme. 
L'analyse hématologique de 39 sujets, publiée en 2019, montre des valeurs proches de celles retrouvées chez les races de chevaux américaines.

## Utilisations

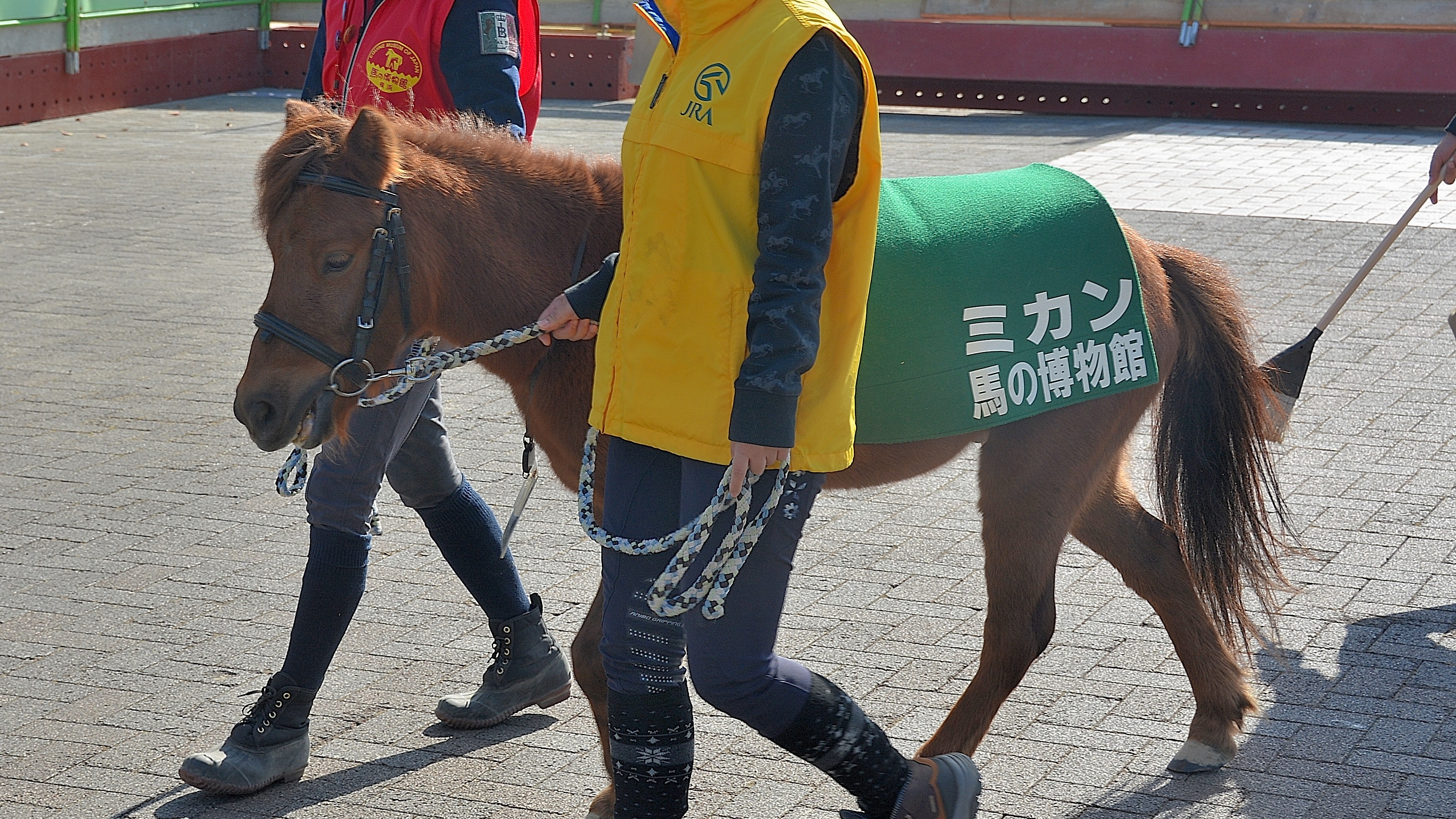
Noma mené en main.

Ce cheval était par le passé utilisé bâté pour le transport de charges, ou attelé.
Il est désormais utilisé pour la selle, étant monté par des enfants. Il se montre porteur. Il peut aussi participer à des programmes d'équithérapie.

## Diffusion de l'élevage
C'est une race purement locale, propre à la préfecture d'Ehime, sur l'île de Shikoku,. Il est reconnu comme bien cultuel d'Imabari en 1988.
Le Noma est considéré par l'étude de l'université d'Uppsala menée pour la FAO (2010) comme une race locale en danger critique d'extinction, faisant l'objet de mesures de protection.